# Débat au sujet de l'avortement
 (novembre 2019).
Le contenu est difficilement compréhensible vu les erreurs de traduction, qui sont peut-être dues à l'utilisation d'un logiciel de traduction automatique.

Situation juridique de l'avortement dans différents pays du monde.
Légal :
Jusqu'à 17 semaines gestationnelles
Au-delà de 17 semaines gestationnelles
Pas de limite gestationnelle
Limite gestationnelle floue
Légal pour ou illégal sauf pour :
Risque pour la vie de la mère, pour sa santé*, viol*, facteurs socio-économiques et/ou déformations du fœtus*
Risque pour la vie de la mère, viol, pour sa santé* et/ou déformations du fœtus
Risque pour la vie de la mère, pour sa santé* et\ou déformations du fœtus
Risque pour la vie de la mère*, pour sa santé* et\ou viol
Risque pour la vie de la mère et\ou pour sa santé
Risque pour la vie de la mère
Illégal sans exception
Il n'y a pas d'informations
Remarque: *Ne s'applique pas dans chaque pays ou territoire cité
Remarque: Dans la majorité des pays et des cas cités, l'intervention doit s'effectuer avant des échéances établies.

Le débat sur l'avortement, en lien avec l'interruption volontaire de grossesse, se rapporte au débat, controversé et polémique,  sur sa pratique, ainsi que le contexte social et économique dans lequel il entre en scène. Les parties impliquées dans le débat sont les mouvements « pro-choix » et « pro-vie ». Le premier souligne le droit des femmes à décider de mettre fin ou non à la grossesse, le second souligne le droit de l'embryon ou fœtus à terminer sa gestation et à naître,.
Pour certaines personnes, l'avortement se résume à un problème moral lié à la question de savoir à partir de quand il faut considérer que le fœtus acquiert un tel «degré d'humanité» au point qu'il soit assimilé à un meurtre et qu'il devient immoral d'arrêter son développement ,.
Le débat a pris la forme d'un problème politique et légal dans quelques pays où sont très présents des activistes anti-avortement désirant promulguer, maintenir et développer les lois anti-avortement, alors que les activistes du droit à l'avortement cherchent au contraire à faire révoquer ou assouplir ces lois. Les lois sur l'avortement varient considérablement entre les juridictions, partant de l'interdiction totale jusqu'à son financement public. L'accès  à l'avortement varie dans le monde entier.
Environ 56 millions d'avortements ont lieu chaque année dans le monde, dont environ 45 % pratiqués de manière précaire.

## Terminologie

### Avortement induit
La définition de l'avortement induit comme simple mise à terme de la grossesse est inappropriée puisqu'elle inclurait la naissance d'un prématuré et même d'un bébé totalement développé avant la fin de la gestation normale. La différence entre un avortement et une naissance prématurée est la viabilité que l'OMS a fixée à 22 semaines complètes ou 500 grammes de poids du fœtus. En dessous de cette limite, l'interruption de grossesse est considérée comme un avortement, au-delà c'est une naissance prématurée.

#### Pratique de l'avortement induit
Il existe aujourd'hui deux types d'avortement : avortement avec des médicaments et avortement chirurgical,. Il peut être sûr ou précaire, selon les conditions médicales dans lesquelles il se pratique.

## Avortement sûr et précaire

### L'avortement sûr
On appelle « avortement sûr » l'avortement qui se pratique avec des garanties sanitaires suffisantes et avec une assistance médicale qualifiée. Lorsque la loi le permet, l'avortement dans les pays développés est une procédure sûre, plus qu'une chirurgie plastique ou une procédure dentaire,.

#### L'avortement médicamenteux
L'avortement médicamenteux ou pharmacologique consiste en une interruption du développement de l'embryon et à son élimination par la voie de l'accouchement, induit par une combinaison de médicaments. Il peut seulement être pratiqué dans les premières semaines de la grossesse.

#### Avortement chirurgical
On appelle avortement chirurgical l'ensemble des techniques chirurgicales qui ont pour but de provoquer l'avortement, c'est-à-dire d'arrêter volontairement le processus de gestation. L'avortement chirurgical doit être pratiqué par un personnel médical qualifié et autorisé, dans des cliniques ou des hôpitaux autorisés. Il faut d'abord, comme dans le cas de l'avortement médicamenteux, réaliser et étudier un diagnostic initial. Les procédures du premier trimestre peuvent se réaliser généralement avec anesthésie locale, alors que les méthodes du deuxième trimestre  requièrent une sédation profonde ou une anesthésie générale.

### L'avortement précaire
L'avortement précaire est la pratique de l'avortement induit, l'interruption de grossesse par des personnes qui n'ont pas les habilités nécessaires, ou dans un environnement qui manque de standards médicaux minimums, ou les deux,. Par exemple, un avortement précaire peut désigner une procédure extrêmement dangereuse pour la vie qui est auto-induite dans de mauvaises conditions d'hygiène, ou peut désigner un avortement beaucoup plus sûr réalisé par un médecin qui n'apporte pas les soins appropriés après l'avortement.  
,.

#### Mortalité maternelle
L'avortement précaire est considéré l'un des plus graves problèmes de santé publique dans le monde, avec une conséquence particulière dans les pays sous-développés, où les couvertures sanitaire et éducative sont déficientes. Pourtant au sein du débat on trouve des positions opposées sur ses conséquences, puisque ceux qui sont en faveur considèrent que l'avortement clandestin suppose un taux élevé de mortalité maternelle, et que sa légalisation signifierait la chute de ce taux alors que ceux qui sont contre considèrent que l'avortement précaire suppose une infime partie de la mort de femmes enceintes. Les deux positions ont l'habitude de lier les divers chiffres avec la mortalité maternelle pour conclure que la légalisation ou la sanction de pratiques abortives tendrait à réduire la taxe de mortalité. En général, les groupes pro-avortement font valoir que la sanction des pratiques abortives suppose leur croissante clandestinité et une augmentation de la mortalité maternelle, et les groupes qui se nomment eux-mêmes « pro-vie » affirment que la légalisation de l'avortement provoque uniquement l'augmentation des pratiques abortives. Il y aurait eu en 2008 quelques 21,6 millions d'avortements précaires dans le monde, selon une étude publiée par l'Organisation mondiale de la santé en 2011.[réf. nécessaire].
Quelques sources indiquent qu'il s'agirait d'un problème de premier plan en Amérique latine et dans les Caraïbes, et selon les chiffres, en Amérique latine 5 000 femmes meurent annuellement à cause des pratiques d'avortement précaires et clandestins, et quelque 800 000 doivent être hospitalisées à cause des problèmes dérivés desdites pratiques. Outre ces coûts en vies et sanitaires, ces pratiques provoquent des grands coûts sociaux en termes d'orphelins, de destruction du noyau familial (lorsqu'il s'agit d'une femme qui a déjà des enfants). C'est aussi un problème de première importance aux Philippines, où l'on calcule qu'en 2011 plus de 500 000 femmes ont avorté de façon clandestine, dont beaucoup avec, à la clé, de graves complications et desquelles, selon les Nations unies, chaque jour sont mortes 11 femmes au moment de mettre au monde. Nereo Odchimar, ancien président de la Conférence des évêques catholiques des Philippines, a remis en question ces statistiques puisqu'il est impossible de connaître leur exactitude l'avortement étant illégal aux Philippines.
En Argentine, pays où l'avortement est permis seulement pour des cas spécifiques, Marianne Mollmann, représentante de Human Rights Watch, invitée à l'audience du 30 novembre 2010 des commissions de Législation Pénale, Famille et Santé de la Chambre des députés, a centré son exposé sur le rapport élaboré par HRW sur l'avortement en Argentine, qui affirme que le dénommé « avortement illégal » a une incidence décisive sur le nombre des morts maternelles, en affirmant qu'« en 2008 plus de 20 % des cas enregistrés par les urgences obstétriques ont été pour cause d'avortements (…), l'illégalité de l'avortement est la principale cause de mort des femmes dans le pays ». Une étude commandée par le ministère de Santé en 2005 et conduite par les démographes Edith Pantelides et Silvia Mario a conclu, en utilisant deux méthodes d'estimation différentes, que se produisent annuellement entre 370 000 et 520 000 avortements induits, légaux et illégaux. En 2016 un rapport de la direction de statistiques et d'information sur la santé, dépendante du ministère de Santé, a lancé le chiffre de 43 morts de femmes cette année-là en raison de tous les types d'avortement, en étant la principale cause de mortalité maternelle dans le pays selon des fonctionnaires, divers médias et la Société argentine de médecine,.

## Législation sur l'avortement dans le monde
La législation sur l'avortement dans le monde est très variée, allant du libre accès à l'avortement dans des services sanitaires publics gratuits, à la sanction par des années de prison pour les femmes et ceux qui pratiquent l'avortement induit. Par conséquent, la pratique de l'avortement, comprise aussi bien que l'avortement induit ou l'interruption volontaire de grossesse, est sujette à l'ordonnance juridique en vigueur dans chaque pays, où il peut aussi bien relever du droit que du délit punissable.
Dans des pays comme la Russie, le Canada, les États-Unis, la Chine, l'Inde, et la plupart des pays d'Europe, l'avortement est légal à la demande de la femme pendant une certaine période de gestation. D'autre part, dans bien des pays d'Afrique, Amérique latine, Moyen-Orient, Océanie et de l'Asie du Sud-Est, l'avortement est illégal et puni dans certains contextes. Six pays autour du monde interdisent l'interruption de la grossesse, quelles qu'en soient les circonstances et prévoient des peines de prison à la femme demandeuse, ainsi qu'à toute personne qui le réalise, essaie de le réaliser ou facilite sa réalisation : l'Algérie, le Vatican, le Salvador, Malte, le Nicaragua et la République dominicaine.

## Principaux mouvements sociaux en lien avec l'avortement
Les deux principaux courants impliqués dans le débat sur l'avortement sont les mouvements qui défendent la légalisation de l'avortement et les mouvements contraires à sa dépénalisation, ou favorables aux restrictions maximales de la pratique de l'avortement. Chaque mouvement essaye d'influencer l'opinion publique et les pouvoirs politiques et institutionnels pour promouvoir ses propositions et changements dans la législation, dans un sens ou dans l'autre. Pourtant, tous deux ont l'habitude de se baser sur des arguments historiques, médecins et légaux pas toujours corrects.

### Mouvements en faveur de la légalisation de l'avortement
Mouvements en faveur de la légalisation de l'avortement, connus aussi comme pro-choix — de l'anglais pro-choice — ou pro-avortement, qui réclament sa dépénalisation (généralement revendiquent des lois de termes face à des lois de suppositions) et la couverture médicale publique pour les femmes qui veulent librement interrompre leur grossesse.

### Mouvements à l'encontre de la légalisation de l'avortement
Mouvements contraires à la légalisation de l'avortement, connus aussi comme pro-vie — de l'anglais pro-life — ou mouvements anti-avortement, contraires à la dépénalisation de l'avortement et défenseurs de la vie de l'embryon et du fœtus comme être humain doté de ses pleins[Quoi ?].
L'opposition à l'avortement peut aussi être motivé par l'idée que l'humain ne peut pas mettre fin à la vie d'un autre humain, quel que soit son stade de développement, en ce compris, par conséquent, le stade embryonnaire ou fœtal.

#### Zones tampons pour l'interdiction de faire campagne contre l'IVG

##### En Grande-Bretagne
En Angleterre et au Pays de Galles, des « zones tampons » de 150 mètres autour des cliniques pratiquant l’IVG ont été mises en place le 1er novembre 2024, où les activistes anti-IVG ne sont plus autorisés à faire campagne. Ces zones tampons existaient déjà légalement en Écosse depuis le mois précédent, et depuis septembre 2023 en Irlande du Nord. Elles demeuraient en revanche des exceptions en Angleterre. La première avait été introduite en avril 2018 dans la municipalité londonienne d’Ealing. Les activistes pro-IVG avaient depuis demandé leur généralisation en raison des cas de «harcèlements sérieux» autour des cliniques existantes par les opposants à l’avortement. La législation avait été adoptée en mai 2023, mais son entrée en vigueur avait été retardée après le lancement en décembre 2023 d’une consultation par le gouvernement conservateur de Rishi Sunak pour déterminer les conditions précises de son application.

## Aspects bio-éthiques
D'un point de vue bioéthique, il existe une divergence d'opinions entre :
- les positions pro-avortement n'envisagent pas que l'embryon soit un individu ou personne depuis la fécondation. Dans ce groupe, il y a diverses positions selon le moment dans lequel on envisage qu'un être humain commence à exister[27] ;
- les positions anti-avortement soutiennent et défendent que la vie humaine existe depuis le moment de la fécondation[28] ;
- ceux qui envisagent que la position sur l'avortement, qu'elle soit pro-avortement ou anti-avortement appartient au spectre des croyances personnelles, idéologiques ou religieuses, puisque le moment où un être peut s'envisager comme humain ne peut pas s'établir selon des critères scientifiques certains[29].

Il existe des différences d'opinion en ce qui concerne le moment précis lors duquel la personne humaine commence, et selon la nature de cet état. Le problème surgit dans une série de champs qui comprennent la science, la religion, la philosophie et la loi, et il est plus aigu dans les débats liés à l'avortement, la recherche avec des cellules souches, les droits reproductifs et les droits du fœtus. Traditionnellement, le concept de personne a impliqué le concept d'âme, un concept métaphysique qui se rapporte à une dimension extra-corporelle (non corporelle) de l'être humain. Pourtant, dans la modernité, les concepts de subjectivité et d'intersubjectivité, personne, esprit et du je sont arrivés à comprendre une série d'aspects de l'être humain envisagés préalablement comme des caractéristiques de l'âme,. Bien que les deux côtés principaux du débat sur l'avortement tendent à coïncider sur le fait qu'un fœtus humain est biologiquement et génétiquement humain (c'est-à-dire de l'espèce humaine), souvent ils diffèrent dans leur opinion sur si un fœtus humain est ou n'est pas une personne.
Lors du procès de 1973 Roe v. Wade devant la Cour suprême des États-Unis, l'opinion des juges a inclus la déclaration suivante[pas clair] : « nous n'avons pas besoin de résoudre la difficile question de quand commence la vie. Lorsque les spécialistes des disciplines de la médecine, la philosophie et la théologie ne peuvent pas arriver à un consensus, le pouvoir judiciaire, sur ce point du développement de la connaissance de l'homme, n'est pas en position de spéculer sur la réponse. »

### Marqueurs biologiques
Une des possibles conditions requises basiques pour la personne est l'individualité, qui implique la différenciation entre la personne et ses parents. La biologie offre une série d'étapes dans le cycle de vie qui sont considérés candidats pour la personnalité :
- la fécondation, la fusion des gamètes pour former un zygote ;
- l'implantation, qui arrive autour d'une semaine après la fécondation ;
- la segmentation, lorsqu'il n'est déjà plus possible la formation de jumeaux, environ 14 jours après la fécondation ;
- lorsque le cœur commence à battre (cinquième semaine) ;
- la maturation neurologique, lorsque le système nerveux central d'un fœtus est neuro-biologiquement mature ;
  - le concept de « naissance cérébrale » (en comparaison avec la mort cérébrale) :
    - à la première apparition des ondes cérébrales dans la part inférieure du cerveau (tronc cérébral) à 6-8 semaines de gestation (parallèlement à la « mort cérébrale totale »),
    - à la première apparition d'ondes cérébrales dans le cerveau supérieur (couche cérébrale) à 22-24 semaines de gestation (en parallèle à « mort cérébrale plus grande »)[33],[34] ;
- le moment du mouvement fœtal, ou « accélération »[35] ;
- lorsque le fœtus est capable de sentir la douleur[36] ;
- lorsqu'on peut établir que le fœtus est capable de cognition, ou aperçu néonatal ;
- la viabilité fœtale ;
- la naissance.

#### La fécondation
La fécondation est la fusion des gamètes, c'est-à-dire d'un spermatozoïde et un ovule (ovule), pour former un zygote. À ce moment, le zygote est génétiquement différent de ses deux parents. Tous les zygotes normaux ne deviendront pas des adultes. Il y a beaucoup d'ovules fécondés qui ne s'implantent jamais et qui « se lavent simplement »[pas clair] après la fécondation.

#### La fonction cérébrale (naissance cérébrale)
Dans les années qui ont suivi la désignation de la mort cérébrale comme un nouveau critère pour la mort, l'attention s'est dirigée vers le rôle central du système nerveux dans une série de zones de prise de décisions éthiques. La notion qu'il existe un point final neurologique pour la vie humaine a conduit à des efforts pour définir un point de départ neurologique correspondant. Cette dernière recherche a mené au concept de naissance cérébrale (ou vie cérébrale), qui signifie le contraire de la mort cérébrale. La recherche d'un marqueur neurologique du début de la personne humaine doit son impulsion à la symétrie perçue entre les processus au début et à la fin de la vie, donc, si la fonction cérébrale est un critère utilisé pour déterminer l'état médical de non-fonctionnement d'une personne, mais qu'aussi (on croyait) il devrait être le critère pour son début. Pourtant, ce point de vue a généré des controverses et des débats, puisque, selon divers scientifiques et/ou biologistes[Qui ?] (aussi bien que Jérôme Lejeune), le début de la vie humaine se marque, uniquement, avec l'union d'un ovule et un spermatozoïde, et non avec le début de l'activité cérébrale.
De même qu'il y a deux types de mort cérébrale — la mort de tout le cerveau (qui se rapporte à la cessation irréversible du fonctionnement aussi bien de la tige cérébrale que des parties supérieures du cerveau) et la plus grande mort cérébrale (destruction des seuls hémisphères cérébraux, avec la possible rétention de fonctionnement du tronc encéphalique) —, de même il y a deux types de naissance cérébrale (en fonction de son inversion): naissance du tronc encéphalique dans la première apparition d'ondes cérébrales dans la part inférieure du cerveau (tronc encéphalique) aux 6-8 semaines de gestation, et naissance cérébrale majeure, dans la première apparition d'ondes cérébrales dans le cerveau supérieur (couche cérébrale) aux 22-24 semaines de gestation.

#### Douleur fœtale
La douleur fœtale, son existence et ses implications font partie d'un débat plus ample sur l'avortement. Une révision systématique multidisciplinaire datant de 2005 dans le Journal of the American Medical Association dans le champ du développement fœtal a trouvé qu'il est peu probable qu'un fœtus ressente de la douleur jusqu'à après le sixième mois de grossesse. Les neurobiologistes du développement suspectent que l'établissement de connexions thalamocorticales (à environ 26 semaines) peut être critique pour la perception fœtale de la douleur. Cet article a été remis en question par d'autres chercheurs ; dont Anand et Fisk qui ont signalé que le fœtus peut ressentir de la douleur autour des 20 semaines[réf. nécessaire]. La suggestion de Anand a été débattue dans un rapport de mars 2010 sur la conscience fœtale publiée par un groupe de travail du Royal College of Obstetricians and Gynecologists, en citant le manque de preuves ou de raisons. La page 20 dudit rapport établit que le fœtus ne peut pas sentir de douleur avant la semaine 24. Des chercheurs et activistes anti-avortement ont nié l'importance de ces études, en raison du fait que, comme ils l'ont expliqué, apporter de la valeur à un être humain en se basant sur la sensation de douleur n'a pas de sens, puisque des personnes existent qui n’ont pas la capacité de ressentir de la douleur, comme les personnes affectées du syndrome de Riley-Day ou dysautonomie familiale, ou celles sous les effets de l'anesthésie. Pour cette raison, ces activistes anti-avortement ont parlé du fait que ressentir de la douleur ne serait pas une raison suffisante pour attribuer de la valeur à une vie, et que, avec cette logique, une vache ou n'importe quel autre animal avec la capacité de sentir douleur vaudrait plus qu'un être humain avec le syndrome de Riley-Day.

#### Viabilité fœtale
« Jusqu'à ce que le fœtus soit viable, n'importe quel droit qui lui est attribué peut être aux dépens de la femme enceinte, simplement parce que le fœtus ne peut pas survivre, hormis dans le corps de la femme. Après la viabilité, la grossesse peut s'interrompre, comme avec une césarienne ou un travail induit, avec le fœtus survivant pour qu'il devienne un bébé nouveau-né. Plusieurs groupes croient que l'avortement avant la viabilité est acceptable, mais il est inacceptable ensuite » est le point de vue de Planned Parenthood,. Dans quelques pays, les avortements très tôt sont légaux en toutes circonstances, mais les avortements tardifs se limitent à des circonstances dans lesquelles il existe un clair besoin médical. S'il n'existe pas une limite définie de développement, d'âge gestationnel ou de poids pour lequel un fœtus humain devient automatiquement viable, une étude de 2013 a trouvé que « bien que seulement une petite proportion de naissances arrive avant les 24 semaines complètes de gestation (environ 1 pour 1000), la survivance est rare et la plupart sont des morts fœtales ou nés vivants suivis d'une mort néonatale,. »

## Arguments pro-droit à l'avortement

### Droits des femmes
Margaret Sanger a écrit : « Aucune femme ne peut s'envisager libre avant de pouvoir choisir consciemment si elle sera ou non mère ». Depuis cette perspective, le droit à l'avortement peut s'interpréter comme nécessaire pour que les femmes obtiennent l'égalité avec les hommes, dont la liberté n'est pas autant restreinte lorsqu'il s'agit d'avoir des enfants.
La Convention sur l'élimination de toutes les formes de discrimination à l'égard des femmes, ou CETFDCM, a dit dans une déclaration de 2014 : « L'avortement précaire est l'une des principales causes de mortalité et morbidité maternelles. Comme tels, les États associés doivent légaliser l'avortement au moins en cas de viol, d'inceste, de menaces à la vie et / ou à la santé de la mère, ou de handicap fœtal grave, ainsi que fournir aux femmes l'accès à des soins de qualité après l'avortement, en particulier en cas de complications résultant d'avortements précaires. Les États membres doivent aussi éliminer les mesures punitives pour les femmes qui se soumettent à l'avortement. » La Convention a fait des recommandations similaires à beaucoup de gouvernements en vérifiant l'accomplissement du traité. Les recommandations formulées dans ces « observations finales » exigent en général aux gouvernements de légaliser l'avortement dans les circonstances mentionnées antérieurement, de le dépénaliser dans tous les cas et garantir son accès.
Le Comité des droits de l'enfant a appelé les gouvernements à dépénaliser l'avortement en toutes circonstances et éliminer les barrières d'accès.
Le Comité des droits de l'homme de l'ONU, le Comité des droits économiques, sociaux et culturels et le Comité contre la torture ont aussi demandé d'éliminer les peines pour cause d'avortement et d'adopter des mesures pour garantir l'accès légal et sûr à l'avortement,,,.

### Caractère privé et liberté personnelle
Malgré le fait que le droit à la vie privée n'est pas explicitement établi dans beaucoup de constitutions de nations souveraines, beaucoup de personnes l'envisagent comme constitutive pour une démocratie fonctionnelle. En général, on peut trouver que le droit au caractère privé se base sur les dispositions de l'habeas corpus, qu'on rencontre pour la première fois dans l'expression officielle d'Henri II au XIIe siècle en Angleterre, mais il a des précédents dans la loi anglo-saxonne. Cette disposition garantit le droit à ne pas souffrir d'ingérences arbitraires du gouvernement, comme le processus légal. Cette conception du droit à la vie privée est en vigueur dans tous les pays qui ont adopté le droit coutumier anglais par le biais des Actes de réception. La Loi des États-Unis se base sur le droit coutumier anglais concernant ce sujet.[réf. nécessaire]
Le magazine Time a déclaré que le thème du caractère privé du corps est « le noyau » du débat sur l'avortement. Cette revue définit le caractère privé, en relation avec l'avortement, comme la capacité d'une femme à « décider ce qui arrive à son propre corps ». En des termes politiques, le caractère privé peut se comprendre comme une condition dans laquelle le gouvernement n'observe ni ne perturbe personne.
Traditionnellement, les tribunaux américains ont localisé le droit à la vie privée dans le quatrième, le neuvième et le quatorzième amendement, ainsi que dans la pénombre de la Déclaration des droits. L'historique décision Roe v. Wade s'est fondée sur le Quatorzième Amendement, qui garantit que les droits fédéraux s'appliqueront également à toutes les personnes nées aux États-Unis. Le Quatorzième Amendement a donné lieu à la doctrine du processus fondamental dû, qui garantit divers droits de caractère privé, y compris le droit à l'intégrité corporelle. Au Canada, les tribunaux ont localisé les droits à la vie privée dans la clause de sécurité des personnes de la Lettre de droits et libertés du Canada. La section 7 de cette lettre reflète le langage utilisé dans la Déclaration universelle des droits de l'homme, qui garantit aussi la sécurité des personnes.

### Législation pour éviter les morts maternelles
Les défenseurs du droit à l'avortement font valoir que l'illégalisation de l'avortement augmente le nombre d'avortements précaires, et qu'à mesure que la disponibilité de services professionnels d'avortement diminue, la mortalité maternelle augmente. Selon une étude globale réalisée en collaboration avec l'Organisation mondiale de la santé et l'Institut Guttmacher, la majorité des avortements précaires arrivent là où l'avortement est illégal. Par conséquent, ils défendent la légalisation de l'avortement en soutenant qu'ainsi il y aurait moins de morts maternelles. L'OMS recommande des avortements sûrs et légaux disponibles pour toutes les femmes. En tout cas, il s'est aussi vu que dans la grande majorité des pays dans lesquels l'avortement est légal, le taux d'avortement a augmenté de manière notable, comme dans le cas de la France, des États-Unis, de l'Uruguay, entre autres, et que, dans quelques pays (comme les États-Unis), les morts maternelles ne diminuent pas mais augmentent.

## Arguments anti-avortement

### Droit à la vie
L'argument le plus connu du secteur pro-vie est le droit à la vie de tout être humain. Selon eux, d'après certaines études scientifiques qui ont été menées au cours des années, et d'après l'avancement de la technologie : « on a pu vérifier que la vie humaine commence à partir de l'union d'un ovule et un spermatozoïde, et qu'à partir de ce moment précis, le résultat n'est ni plus ni moins qu'un être humain » (argument partisan issu de la traduction). Selon eux, il s'est aussi vérifié que cet être humain possède un ADN unique et irrépétible, et qu'il y est déjà inscrit qui et comment il sera tout au long de sa vie (sexe, couleur des yeux, couleur de cheveux, , etc.). C'est pour cela même que les activistes anti-avortement s'accordent sur le fait que le droit à la vie sera toujours au-dessus du droit à décider, et ils s'accordent aussi en ce que tout être humain a droit à décider sur son corps, mais pas sur le corps d'autrui. C'est selon eux grâce à la science, qui a permis de prouver que l'être humain en gestation est un organisme humain différent de sa mère, et que le placenta ne fait pas non plus partie de la femme, mais est un organe qui a été créé par le fœtus pour pouvoir survivre. Finalement, selon cette opinion, si le droit à la vie est relatif, alors tous les droits sont relatifs.

### Dommages pour la femme et syndrome post-avortement
Un argument anti-avortement que les « pro-choix » nient, est celui que dont témoigne l'existence du syndrome post-avortement. Ce syndrome est un ensemble de problèmes que subissent les femmes qui ont avorté. Dans les pays dans lesquels l'avortement est légal, le taux de femmes avec des syndromes post-avortement a augmenté, dans le cas, par exemple, de l'Espagne, où 80 % des femmes qui ont avorté le présentent[réf. nécessaire]. Ce syndrome est accompagné de : problèmes psychologiques : pensées suicidaires, lésions auto-administrées, dysfonction sexuelle, abus d’alcool, abus de drogues, désordres alimentaires, oubli des enfants ou conduites abusives envers eux, divorce et problèmes chroniques de relation, , etc. [réf. nécessaire]

### La discrimination
Le livre Avortement et Conscience de la Nation[Quoi ?] présente l'argument que l'avortement implique une discrimination injuste contre les non-nés. Selon cet argument, ceux qui nient que les fœtus aient droit à la vie n'estiment pas toute la vie humaine, mais qu'ils sélectionnent des caractéristiques arbitraires (comme des niveaux particuliers de développement physique ou psychologique) qui attribuent à d'autres êtres humains plus de valeur ou de droits qu'autrui.
Le 4 mars 2018 l'Association syndrome de Down d'Argentine (Asdra) a posé sa position face à la possible dépénalisation de l'avortement, en avertissant que « ce qui est en jeu c'est la vie d'innocents » et en citant les mots du médecin et serviteur de Dieu français Jérôme Lejeune: « Laissez les vivre ! Laissez-les vivre ! ». « Défendre la vie n'est pas une question religieuse, politique, philosophique ni de militantisme. C'est une question de droits humains basique. Naître est le premier droit de toute personne humaine »,.

### Argument de la privation
L'argument de la privation établit que l'avortement est moralement incorrect parce qu'il prive le fœtus d'un futur. Dans ce sens, tuer un être humain adulte est incorrect parce que cela prive la victime d'un futur comme le nôtre : un futur qui contient des expériences, des activités, des projets et des plaisirs très précieux ou souhaitables. Si un être a une possibilité d'un tel futur, alors (en accord avec l'argument) tuer cet être lui apporterait de sérieux dommages et, donc, serait une grave erreur. Mais étant donné qu'un fœtus a ce futur, l' « accablante majorité » des avortements délibérés se place dans la « même catégorie morale » que tuer un être humain adulte innocent.

### L'argument de l'incertitude
Certains partisans anti-avortement font valoir que s'il y a incertitude sur si le fœtus a droit à la vie, avorter équivaut à assumer consciemment le risque de tuer autrui. Selon cet argument, si l'on ne sait pas avec certitude si quelque chose (comme que le fœtus) a droit à la vie, alors il est imprudent et moralement incorrect de traiter cette chose comme si elle n'avait pas droit à la vie (par exemple, en le tuant). Cela placerait l'avortement dans la même catégorie morale que le meurtre involontario (s'il résulte que le fœtus a droit à la vie) ou certaines formes de négligence criminelle (s'il résulte que le fœtus n'a pas droit à la vie).

### Les croyances religieuses
Chaque religion a beaucoup de points de vue différents sur les conséquences morales de l'avortement. Ces points de vue peuvent souvent être en opposition directe. Il y a des exemples de religions dont la différence s'étend de n'autoriser l'avortement sous aucun prétexte jusqu'à certaines qui le permettent dans une certaine mesure. Par exemple, l'Église catholique défend que le droit à la vie humaine doit être respecté depuis la conception, et par extension le droit à la vie de l'innocent; depuis ce point de vue, l'avortement est considéré immoral. Pour l'Islam il y a des opinions différentes entre les spécialistes de la religion sur quand commence la vie et quand l'avortement est permis, la majorité s'accorde sur le fait que l'interruption de grossesse après 120 jours, le point en lequel le fœtus devient une âme vivante, est interdite.

## Selon les religions

### Le bouddhisme
il n'y a pas une seule vision bouddhiste sur l'avortement. Quelques sources traditionnelles, y compris quelques codes monastiques bouddhistes, soutiennent que la vie commence au moment de la conception, et que l'avortement, qui impliquerait la destruction délibérée de la vie, doit être rejeté. Pour compliquer le sujet, il existe la croyance bouddhiste que « la vie est un continuum sans point de départ discernable ». Entre les bouddhistes, il n'existe pas un point de vue officiel ou préféré quant à l'avortement.
Le Dalaï-lama a dit que l'avortement est « négatif », mais il y a des exceptions. Il a dit : « Je crois que l'avortement doit s'approuver ou se désapprouver selon chaque circonstance. » Induire ou causer un avortement est vu comme un sujet sérieux dans les règlements monastiques suivis par les moines Theravāda et Vajrayana ; les moines et les religieuses doivent être expulsés s'ils aident une femme à avorter. Les sources traditionnelles ne reconnaissent pas une distinction entre l'avortement tôt et tardif, mais au Sri Lanka et en Thaïlande le « stigmate moral » associé à un avortement grandit au même rythme que le développement du fœtus. Alors que les sources traditionnelles ne semblent pas être conscientes de la possibilité que l'avortement soit décisif pour la santé de la mère, les maîtres bouddhistes modernes dans beaucoup de traditions -et les lois de l'avortement dans beaucoup de pays bouddhistes- reconnaissent une menace pour la vie ou la santé physique de la mère comme une justification acceptable pour l'avortement d'un point de vue pratique, bien qu'il soit encore souvent considéré comme un fait impliquant des conséquences négatives morales ou karmiques.

### Le christianisme
Les doctrines chrétiennes contemporaines ont nuancé des positions, pensées et enseignements sur l'avortement, en particulier dans des cas de circonstances atténuantes,. L'Église catholique,, l'Église orthodoxe,, les Églises des trois conciles et la plupart des protestants évangéliques s'opposent à l'avortement délibéré comme un processus immoral, alors qu'elles permettent ce qu'on appelle parfois l'avortement indirect, c'est-à-dire une action qui ne cherche pas la mort du fœtus comme un moyen ou une fin. Mais la mort s'ensuit comme effet secondaire. Quelques doctrines protestantes traditionnelles aussi comme l'Église méthodiste, l'Église unie de Christ et l'Église évangélique luthérienne d'Amérique, entre autres, sont plus permissives avec l'avortement. De façon plus générale, quelques doctrines chrétiennes peuvent se considérer pro-vie, alors que d'autres peuvent se considérer pro-avortement. De plus, il y a des minorités non négligeables dans quelques doctrines qui n'approuvent pas la position de leur doctrine sur l'avortement. L'Église unitaire universaliste soutient fermement le droit à l'avortement.

### L'hindouisme
Les textes hindous classiques condamnent énergiquement l'avortement. La BBC écrit: « En considérant l'avortement, la solution hindoue est de choisir l'action qui nuira le moins à toutes les parties impliquées : la mère et le père, le fœtus et la société ». La BBC continue en disant : « Dans la pratique, pourtant, l'avortement se pratique dans la culture hindoue en Inde, parce que l'interdiction religieuse de l'avortement est parfois annulée par la préférence culturelle pour les enfants de sexe masculin. Cela peut porter à l'avortement pour prévenir la naissance de filles, ce qu'on appelle fœticide féminin ». Les universitaires hindous, ainsi que les défenseurs des droits des femmes ont soutenu l'interdiction de l'avortement sélectif selon le sexe. Quelques hindous soutiennent l'avortement dans les cas où la vie de la mère est en risque imminent ou lorsque le fœtus a une anomalie du développement qui met sa vie en danger. Quelques théologues hindous et Brahma Kumaris croient que la personne prend naissance à partir de trois mois, et se développe jusqu'à cinq mois de gestation, ce qui implique vraisemblablement de permettre l'avortement jusqu'au troisième mois et de considérer n'importe quel avortement passé ce troisième mois comme la destruction du corps incarné actuel de l'âme.

### L'islam
Bien qu'il y ait des opinions différentes entre les spécialistes islamiques sur quand commence la vie et quand l'avortement est permis, la plupart s'accorde sur le fait que l'interruption de grossesse est interdit après 120 jours, moment auquel le fœtus devient une âme vivante. Divers penseurs islamiques affirment que, dans des cas antérieurs à quatre mois de gestation, l'avortement devrait être permis uniquement dans les cas où la vie de la mère est en danger, ou en cas de viol,.
Certaines écoles de droit musulman permettent l'avortement dans les seize premières semaines de la grossesse, alors que d'autres le permettent uniquement dans les sept premières semaines. Plus la grossesse est avancée, plus l'erreur est grande. Le Coran ne mentionne pas spécifiquement l'avortement, mais il s'approche du problème lorsqu'il condamne l'assassinat intentionnel. Toutes les écoles coïncident pour accepter l'avortement comme un moyen pour sauver la vie de la mère.

### Le judaïsme
L'enseignement juif orthodoxe permet l'avortement s'il est nécessaire pour sauvegarder la vie de la femme enceinte,. Alors que les mouvements réformés, reconstructionnistes et conservateurs plaident ouvertement pour le droit à un avortement sûr et accessible, le mouvement orthodoxe est moins soudé à ce sujet. Beaucoup de juifs orthodoxes s'opposent à l'avortement, hormis lorsqu'il est nécessaire pour sauver la vie d'une femme (ou, selon quelques-uns, la santé de la femme).
Dans le judaïsme, les opinions sur l'avortement se basent principalement sur les enseignements légaux et éthiques de la Bible hébraïque, le Talmud, et les décisions au cas par cas de réponse et autres publications rabbiniques. En termes généraux, les juifs orthodoxes s'opposent à l'avortement après 40e jour, avec des exceptions liées à la santé, et les juifs réformés tendent à permettre une majeure liberté pour l'avortement,. Il y a des règles qui semblent souvent être contradictoires à ce sujet. Le Talmud établit qu'un fœtus n'est pas légalement une personne jusqu'à l'accouchement. La Torah contient la loi qui dit que, « Lorsque les hommes combattent, et que l'un d'eux pousse une femme enceinte, et qu'un avortement se produit, mais pas d'autre dommage, le responsable recevra une amende… Mais s'il se produit un autre dommage, la peine sera d'une vie (nefesh) contre vie (nefesh). » (Exode 21: 22-25). Cela signifie que causer l'avortement d'une femme est un délit, mais non pas un crime capital, parce que le fœtus n'est pas considéré comme une personne,.
Jérémie 1 : 5 déclare que, « Avant de te former dans le ventre maternel, je t'ai connu, avant que tu naquisses, je t'ai écarté, je t'ai nommé prophète des nations. » Pour quelques-uns, ce verset, bien qu'il parle spécifiquement de Jérémie, est une indication que Dieu connaît l'identité « des êtres humains non encore nés, même avant qu'ils entrent dans l'utérus », ou que Dieu a un plan pour tous, avec lequel l'avortement interférerait,,. D'autres disent que cette interprétation est incorrecte et que le verset n'est pas lié avec la personne ou l'avortement, puisque Jérémie affirme que sa condition prophétique est autre et particulière.
La Bible hébraïque contient quelques références à l'avortement; dans l'Exode 21: 22-25 est abordé l'avortement involontaire pour causes d'actions externes, qui est décrit comme un outrage capital passible d'une amende. Le Livre des Nombres dans la Bible hébraïque décrit l'ordalie de l'eau amère (sotah) qu'administrera un prêtre à une épouse dont l'époux croit qu'elle a été infidèle. Quelques spécialistes interprètent le texte comme l'administration d'une potion abortive qui induit un avortement spontané si la femme est enceinte d'un autre homme,,,. L'érudit rabbinique Arnold Ehrlich interprète l'épreuve de telle sorte qu'elle termine sans heurts si la femme est fidèle, ou avec un avortement induit : « l'embryon tombe ».

### Dans le sikhisme
Le code de conduite sikh n'évoque pas directement l'avortement (ni de fait beaucoup d'autres sujets bioéthiques), il est généralement interdit dans le sikhisme car il est dit qu'il interfère avec le travail créatif de Dieu. Malgré ce point de vue théorique, l'avortement n'est pas rare dans la communauté sikhe en Inde, et il y existe une inquiétude croissante que les fœtus féminins soient avortés en raison de la préférence culturelle pour les enfants de sexe masculin.